# Miracolo eucaristico di Roma

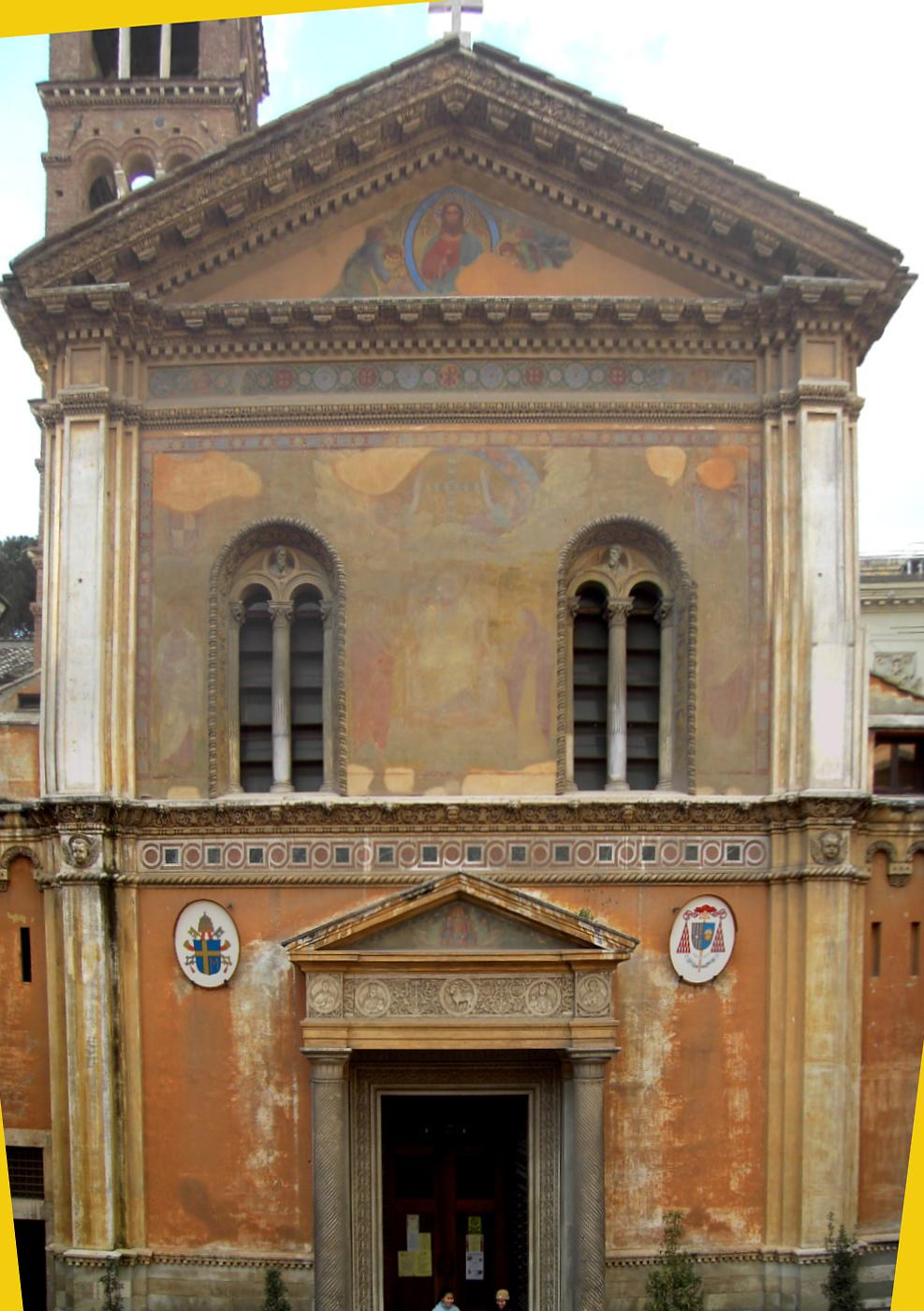
Basilica di Santa Pudenziana a Roma

Il miracolo eucaristico di Roma sarebbe avvenuto nell'anno 595: durante una messa celebrata da papa Gregorio Magno nella basilica di Santa Pudenziana, le specie del pane si sarebbero mutate in carne e in sangue.

## Storia
Anche se la reliquia di questo miracolo eucaristico è custodita nel monastero benedettino di Andechs, in Germania, l'episodio si svolse però, come documentato nella Vita Beati Gregorii Papae (scritta nel 787 da Paolo Diacono), durante una messa celebrata nel 595 dal papa Gregorio I, detto Gregorio Magno, nella basilica di Santa Pudenziana a Roma.
Durante la celebrazione eucaristica il papa, testimone diretto dei fatti, si accorse che una donna, al momento della comunione, rideva, in quanto non credeva nella reale presenza di Cristo nell'eucaristia. Il pontefice si rifiutò di comunicarla e invocò Gesù perché la illuminasse: subito dopo le specie eucaristiche si sarebbero trasformate in carne e sangue, e la donna si sarebbe inginocchiata piangendo.
A questa narrazione si aggiunge quella relativa a un sacerdote il quale, non credendo alla presenza di Gesù nell'eucaristia, e avendo lasciato cadere inavvertitamente l'ostia consacrata, avrebbe visto formarsi sul pavimento l'impronta della particola e una macchia di sangue, tuttora visibili sui gradini della cappella Caetani della stessa chiesa.